# McSherrystown
McSherrystown est un borough, situé dans le comté d'Adams, en Pennsylvanie, aux États-Unis,. En 2010, il comptait une population de 1 800 habitants. Il est incorporé en 1882.

## Démographie
Lors du recensement de 2010, le borough comptait une population de 3 038 habitants. Elle est estimée, en 2017, à 3 071 habitants.

### Source de la traduction
- (en) Cet article est partiellement ou en totalité issu de l’article de Wikipédia en anglais intitulé « McSherrystown, Pennsylvania » (voir la liste des auteurs).